# هيكتور هيريرا
هيكتور هيريرا (بالإسبانية: Héctor Herrera)‏ هو مصور مكسيكي، ولد في 1934.